# ラビカナ街道のアウグストゥス

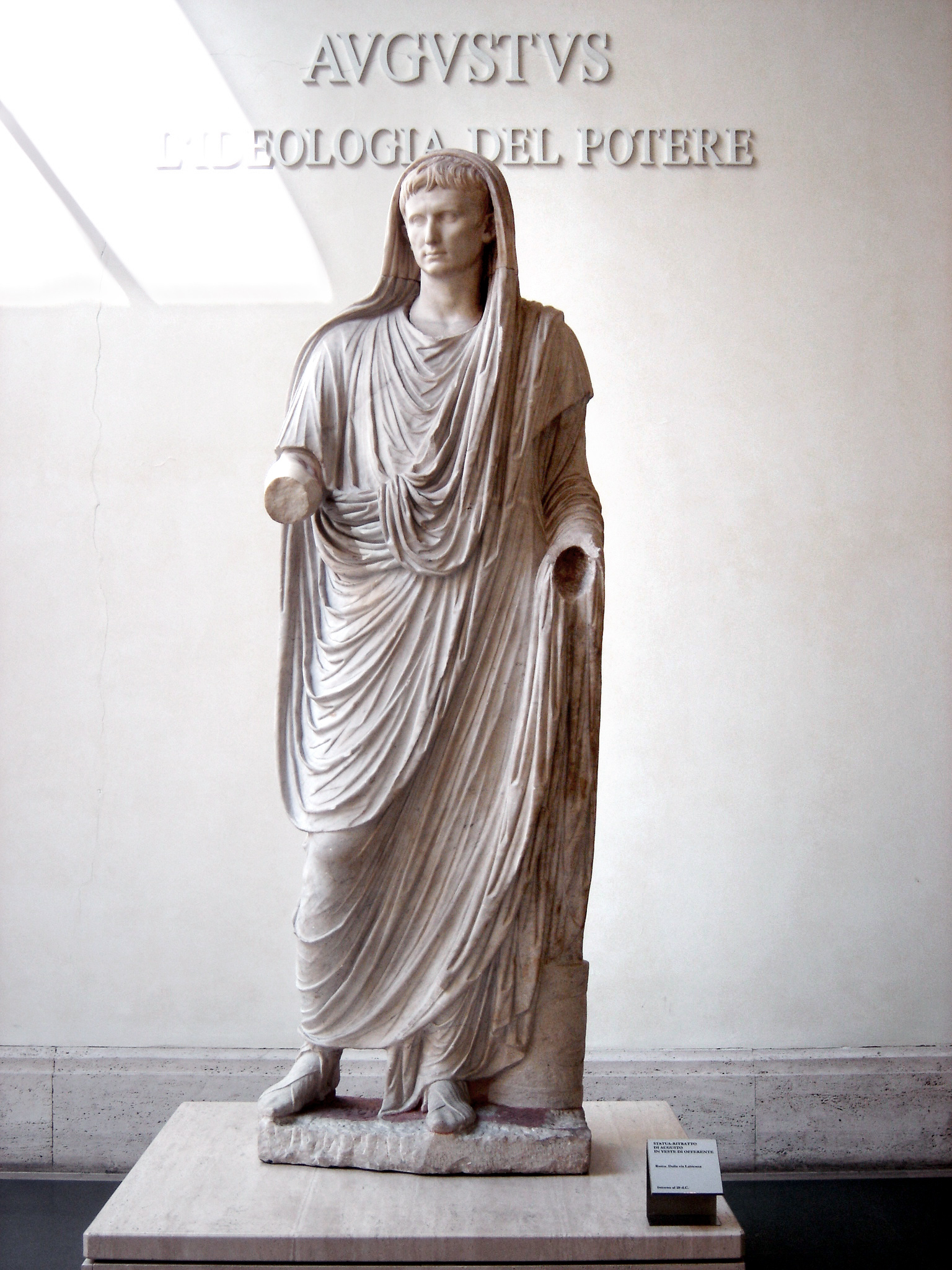
ラビカナ街道のアウグストゥス

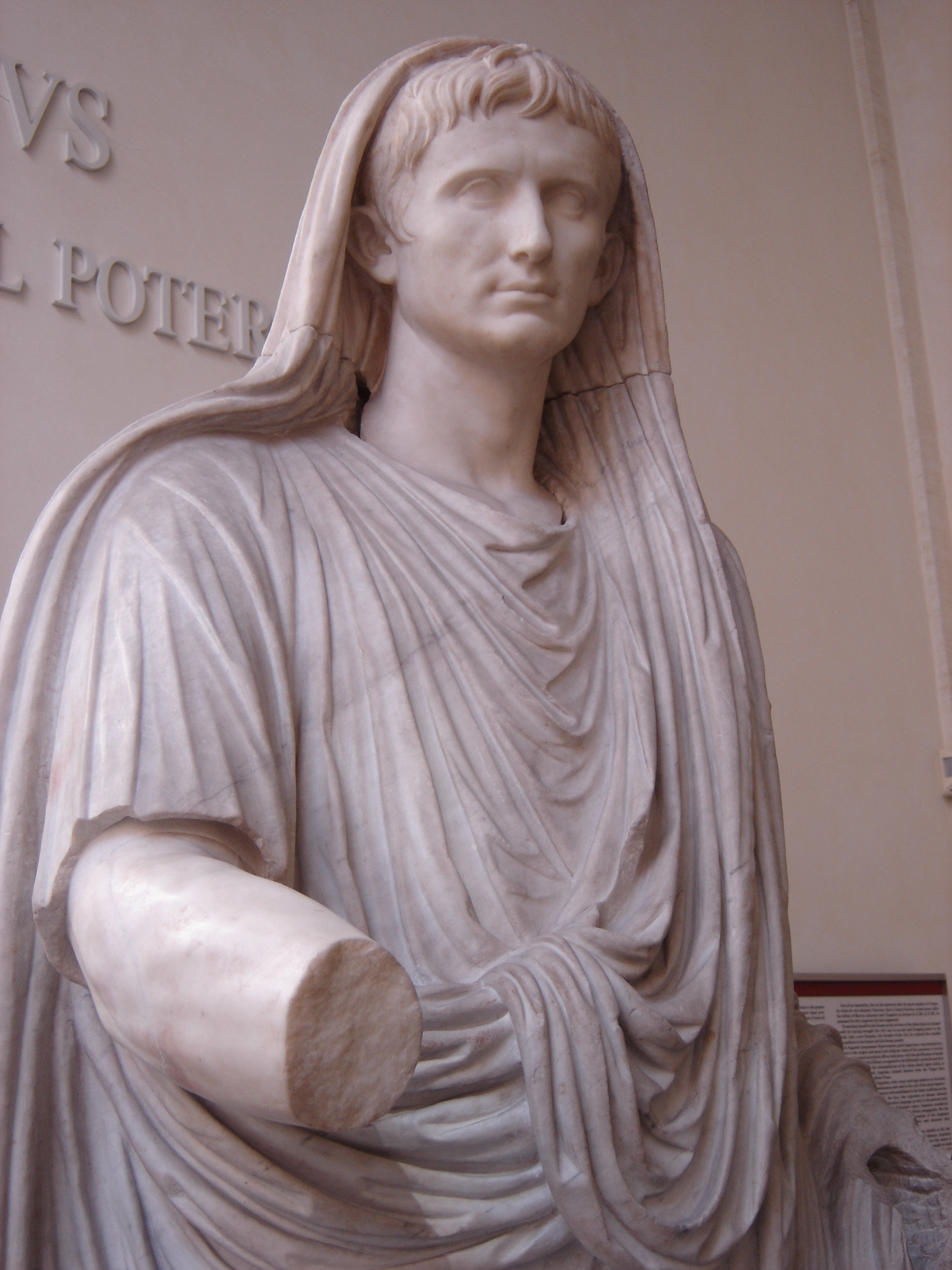
ラビカナ街道のアウグストゥス（クローズアップ）

ラビカナ街道のアウグストゥス（ラビカナかいどうのアウグストゥス）は、初代ローマ皇帝のアウグストゥスをモデルとした大理石像。最高神祇官の姿をしており、犠牲者を悼むためにトーガで頭まで覆っている。記録によると紀元前12年以降に制作され、1910年にラビカナ街道沿のオッピオの丘の斜面で発見された。現在はローマ国立博物館のマッシモ宮(Palazzo Massimo alle Terme)に所蔵されている。なお、アウグストゥスが最高神祇官になったのは、前任のレピドゥスが亡くなった時である。 
この彫像からは一般的な「アウグストゥス像」とは違った一面を読み取ることができる。つまり、彼はローマ帝国の政治的指導者のみならず、宗教的指導者でもあったということである。実際『神君アウグストゥスの業績録』の19節から21節のなかでは、彼が劇場や水道といった公共施設のほかに多くの神域や神殿を建設したことを挙げて、自身が行った都市ローマへの宗教的貢献について記している。 
アウグストゥスの時代における彫刻様式は3つか4つの区分しかないほどかなり限定されているが、髪型の細部などの特徴に基づいて見れば「プリマポルタ様式」に分類される場合がある。 写実主義的な手法を用いる共和政期の伝統的なローマ美術とは対照的に、他の彼の彫像同様、ここでもアウグストゥスは理想化されていたギリシャ様式で、かつ実際の年齢より若く表現されている。 